# Robert Rush Miller
Pour les articles homonymes, voir Robert Miller et Miller.
Robert Rush Miller est un ichtyologiste américain, né le 23 avril 1916 à Colorado Springs et mort le 10 février 2003.

## Biographie
Il commence ses études au Pomona College puis les poursuit à l’université de Californie (Berkeley) où il obtient son Bachelor of Arts en 1938. De 1939 à 1944, il est assistant à l’université du Michigan où il obtient son doctorat en zoologie.
De 1944 à 1948, il est conservateur assistant des poissons à la Smithsonian Institution puis entre de nouveau à l’université du Michigan où il va faire toute sa carrière. Il est professeur assistant en zoologie (1948-1954), puis professeur associé toujours en zoologie (1954-1959), puis professeur des sciences biologiques à partir de 1960. En parallèle, il est conservateur des poissons au musée de zoologie de l’université.
Miller est membre de diverses sociétés savantes dont l’American Society of Ichthyologists and Herpetologists (ASIH) qu’il dirige en 1965. Il est l’auteur de plus de 250 publications portant sur un grand nombre de sujets : zoogéographie, variation, biologie, protection des espèces, etc.

## Liste partielle des publications
- 1948 : avec Carl Leavitt Hubbs (1894-1979), « The Zoological Evidence: Correlation Between Fish Distribution and Hydrographic History in the Desert Basins of Western United States ».
- 1961 : « Man and the Changing Fish Fauna of the American Southwest », Papers of the Michigan Academy of Science, Arts, and Letters.
- 1962 : avec Karl Frank Lagler et John E. Bardach, Ichthyology, University of Michigan (Ann Arbor, Michigan) OCLC 61070182.
- 1963 : avec W.L. Minckley, « Xiphophorus gordoni, A New Species of Platyfish from Coahuila, Mexico », Copeia, 1963 (3) : 538-546.
- 1966 : « Geographical Distribution of Central American Freshwater Fishes », Copeia.
- 1989 : avec J.D. Williams et J.E. Williams, « Extinctions of North American Fishes During the Past Century », Fisheries.
- 2004 : avec Steven Mark Norris et W.L. Minckley, Freshwater Fishes of Mexico.

## Source
- (en) Chrono-biographical Sketch.